# Олимпийский комитет Уганды
Олимпийский комитет Уганды (англ. The Uganda Olympic Committee) — организация, представляющая Уганду в международном олимпийском движении. Основан в 1950 году, зарегистрирован в МОК в 1956 году.
Штаб-квартира расположена в Кампале. Является членом Международного олимпийского комитета, Ассоциации национальных олимпийских комитетов Африки и других международных спортивных организаций. Осуществляет деятельность по развитию спорта в Уганде.